# هيرونيموس هايردال
هيرونيموس هايردال هو قانوني ومحامي وسياسي نرويجي، ولد في 5 مايو 1867 في فريدريكستاد في النرويج، وتوفي في 13 يناير 1959 في أوسلو في النرويج. نشط حزبياً في حزب المحافظين. وقد انتخب عمدة أوسلو ‏ (1912 – 1914).